# Lou Costello
Louis Francis Cristillo bedre kendt som Lou Costello (6. marts 1906 i Paterson, New Jersey – 3. marts 1959 i Beverly Hills) var en amerikansk skuespiller og komiker kendt fra film, radio og tv.
Han er mest kendt, sammen med Bud Abbott, som komikerparret Abbott og Costello.
De optrådte sammen i perioden 1931-57. Bud Abbott døde i 1974.
Lou Costello har fået tre stjerner på Hollywood Walk of Fame for sin indsats indenfor underholdning i radio, tv og på film.